# قوانين الأراضي الفلسطينية
إن قوانين الأراضي الفلسطينية تملي على الفلسطينيين كيفية التعامل مع ملكيتهم للأراضي في ظل السلطة الوطنية الفلسطينية—حالياً فقط في الضفة الغربية (انظر حوكمة قطاع غزة). ومن الجدير بالذكر أن هذه القوانين تحظر على الفلسطينيين بيع أي أراضٍ مملوكة لهم إلى «أي رجل أو هيئة قضائية أو مؤسسة تحمل الجنسية الإسرائيلية، تعيش في إسرائيل أو تعمل نيابة عنها». صدرت هذه القوانين الخاصة بالأراضي في الأصل أثناء الحكم الأردني للضفة الغربية، والذي بدأ بعد الانتصار الجزئي الذي حققه الأردن خلال الحرب العربية الإسرائيلية عام 1948 وانتهى بعد الهزيمة الساحقة للتحالف العربي أمام الجيش الإسرائيلي خلال حرب 1967، والتي أعقبتها احتلال إسرائيل للمنطقة. ويعتبر بيع الفلسطينيين الأراضي للإسرائيليين خيانة للقضية الوطنية الفلسطينية لأنها تهدد طموحات إقامة دولة فلسطين. كما أن الحظر المفروض على بيع الأراضي للإسرائيليين في هذه القوانين ينص على أنه يُنفّذ من أجل «وقف انتشار الفساد الأخلاقي والسياسي والأمني». وبالتالي، يمكن الحكم على الفلسطينيين الذين يبيعون الأراضي للإسرائيليين بالإعدام في ظل الحكم الفلسطيني، على الرغم من أن عقوبات الإعدام نادراً ما يتم تنفيذها؛ إذ يتعين موافقة رئيس السلطة الوطنية الفلسطينية على عقوبة الإعدام.

## الخلفية
استولت إسرائيل على الضفة الغربية من الأردن قطاع غزة من مصر خلال حرب الأيام الستة عام 1967. وبموجب القانون الدولي كما فسرته منظمة التحرير الفلسطينية، فإن القوانين الأردنية كما كانت قائمة في الرابع من حزيران/يونيو 1967 (عشية الاحتلال) تنطبق على الضفة الغربية، بما في ذلك القدس الشرقية، وتلتزم إسرائيل كقوة احتلال باحترام هذه القوانين.
وبعد فترة وجيزة من انتهاء الحرب، بدأت إسرائيل في إنشاء المستوطنات في هذه الأراضي استناداً إلى الرأي القانوني الذي قدمته بليا ألبك، على النقيض من المشورة القانونية التي قدمها آخرون، بما في ذلك ثيودور ميرون ‏، مستشار وزارة الخارجية الإسرائيلية. في عام 2005، قامت إسرائيل بتفكيك مستوطناتها في غزة، ولكن المستوطنات الإسرائيلية في القدس الشرقية، إلى جانب مناطقها الأمنية، لا تزال تشكل حوالي 60% من المساحة. وفي الضفة الغربية، استمرت المستوطنات في النمو ببطء، وبحلول أبريل/نيسان 2009، بلغ عدد المستوطنين فيها نحو 400 ألف مستوطن. تعتبر جميع المستوطنات الإسرائيلية في الأراضي المحتلة (بما في ذلك تلك الموجودة في القدس الشرقية) غير قانونية من قبل المجتمع الدولي، لكن إسرائيل تنازع في هذا.
ويزعم الفلسطينيون أن نمو المستوطنات الإسرائيلية يعرض قدرتهم على إقامة دولة قابلة للحياة في الأراضي الفلسطينية للخطر، وفقاً لحل الدولتين المقترح. في إبريل/نيسان 2009، ذكّر أحد قضاة القضاة الشرعيين في السلطة الفلسطينية بفتوى موجودة تحظر على الفلسطينيين بيع الممتلكات لليهود، وهو ما يعتبر خيانة عظمى ويعاقب عليها بالإعدام.

## بيع الأراضي لغير الفلسطينيين
أعلنت دائرة شؤون المفاوضات في منظمة التحرير الفلسطينية في عام 2008 أن جميع المعاملات مع الإسرائيليين وغيرهم من الأجانب الذين ينقلون الأراضي المصادرة في الأراضي المحتلة تنتهك القانون الدولي وهي باطلة ولاغية. وذكرت أنه بموجب لوائح لاهاي، لا يجوز للمحتل إدارة الممتلكات العامة إلا باعتباره منتفعاً، ولا يكتسب السيادة أو الملكية على أي جزء من الأراضي المحتلة. وبالتالي، ليس لإسرائيل الحق في بيع أراضي الدولة الفلسطينية، كما لا يحق لها استئجار أراضي الدولة لفترات طويلة أو لأغراض الاستيطان. ووفقاً للمنظمة الفلسطينية لإدارة شؤون الأراضي، فإن الحكومة الفلسطينية في الدولة الفلسطينية المستقبلية لن تكون ملزمة بأي التزام تجاه المعاملات الإسرائيلية في الممتلكات الفلسطينية المحتلة التي جرت أثناء الاحتلال الإسرائيلي.

## المعاملات العقارية في ظل القانون الفلسطيني
وفي قضية عام 2009، حيث أُدين فلسطيني بتهمة بيع أرض لأجانب، يبدو أنه تم استخدام بعض القوانين الإضافية للحصول على الإدانة. تذكر صحيفة جيروزالم بوست أن المتهم أدين بموجب قانون يحظر بيع الأراضي الفلسطينية إلى «العدو» (ربما إشارة إلى القانون الأردني القديم)، فضلاً عن «القانون العسكري» الفلسطيني الذي، وفقاً لصحيفة جيروزالم بوست، «ينص على أنه من المحظور بيع الأراضي لليهود»، وقانونين سابقين يعود تاريخهما إلى الخمسينيات من القرن العشرين يحظران التجارة مع دولة إسرائيل.
ورغم أن المحاكم التابعة للسلطة الفلسطينية تستطيع فرض أحكام الإعدام، إلا أنه لا يمكن تنفيذها دون موافقة رئيس السلطة الفلسطينية. الرئيس الحالي محمود عباس رفض باستمرار الموافقة على عمليات الإعدام. وفي سبتمبر/أيلول 2010، أكدت محكمة فلسطينية أن بيع الأراضي الفلسطينية للإسرائيليين يعاقب عليه بالإعدام. وقالت النيابة العامة الفلسطينية إن الحكم يمثل «ترسيخاً للمبدأ القانوني السابق»، وأن «الحكم يهدف إلى حماية المشروع الوطني الفلسطيني لإقامة الدولة الفلسطينية المستقلة».

## التأثيرات
تختلف المصادر حول عدد الفلسطينيين الذين تم إعدامهم رسميًا بسبب هذه الجريمة، حيث ذكرت صحيفة جيروزالم بوست أنه لم يتم إعدام أي منهم بينما يشير تقرير لهيئة الإذاعة البريطانية إلى أنه تم تنفيذ حكم الإعدام مرتين. ومع ذلك، فقد وقعت أيضًا عدد من عمليات القتل خارج نطاق القضاء منذ الإعلان لأول مرة عن عقوبة الإعدام. على سبيل المثال، في مايو/أيار 1997، تم العثور على ثلاثة فلسطينيين أدينوا بموجب هذا القانون مقتولين. جادلت هيومن رايتس ووتش بأن ملابسات جرائم القتل «تشير بقوة إلى تسامح رسمي، إن لم يكن تورط»، من جانب السلطة الفلسطينية، مستشهدةً بـ«تصريحات تحريضية» لوزير العدل الفلسطيني، فراي أبو مدين، «التي بدت وكأنها تُعطي الضوء الأخضر للعنف ضد المشتبه بهم في تجار الأراضي». ونُقل عن مدين قوله: «... توقعوا ما هو غير متوقع في هذه الأمور، لأنه لن يقبل أحدٌ من الآن فصاعدًا أي خائن يبيع أرضه لإسرائيل».[بحاجة لمصدر]
وفي عام 1998، أفادت منظمة العفو الدولية أن تعذيب المتهمين ببيع الأراضي للإسرائيليين كان يبدو منهجياً، كما وردت تقارير عن عمليات قتل غير قانونية ضد المتهمين.
ومن العواقب الأخرى، بحسب التقارير، تزايد ترهيب المسيحيين الفلسطينيين، إذ أساء كثير من الفلسطينيين العاديين تفسير القانون ليُشير إلى تحريم بيع الممتلكات ليس لليهود فحسب، بل لأي شخص غير مسلم أيضًا. وقد غذّى هذا الفهم الخاطئ عدد من الفتاوى التي أصدرها رجال دين مسلمون فلسطينيون مؤيدين لعقوبة الإعدام التي تفرضها السلطة الفلسطينية، والتي لا تُفرّق بين اليهود والمسيحيين، بل تُدين ببساطة بيع الممتلكات «للكفار» (أي غير المسلمين).
وتشير التقارير إلى أن من بين العواقب الإضافية زيادة الترهيب الذي يتعرض له المسيحيون الفلسطينيون، حيث أساء العديد من الفلسطينيين العاديين تفسير القانون بحيث يعني حظر بيع الممتلكات ليس فقط لليهود ولكن أيضاً لأي شخص غير مسلم آخر. وقد غذت هذه الفكرة الخاطئة عدد من الفتاوى التي أصدرها رجال الدين المسلمون الفلسطينيون دعماً لعقوبة الإعدام التي تفرضها السلطة الفلسطينية، والتي تفشل في التمييز بين اليهود والمسيحيين، ولكنها ببساطة تدين بيع الممتلكات إلى «الكفار» (أي غير المسلمين).
في عام 2012، وردت أنباء عن حُكم على محمد أبو شهلة، ضابط مخابرات السلطة الفلسطينية السابق، بالإعدام لبيعه أراضٍ لليهود. وتقدمت الجالية اليهودية في الخليل بطلب إلى الأمم المتحدة والولايات المتحدة والحكومة الإسرائيلية للتدخل نيابةً عن أبو شهلة.

## الأحداث في عام 2009
وفي أوائل إبريل/نيسان 2009، أفادت التقارير أن عدداً من رجال الأعمال اليهود من الولايات المتحدة اشتروا 20 دونماً (2 هكتار) من الأراضي من الفلسطينيين في منطقة جبل الزيتون في القدس. ودفع التقرير السلطة الفلسطينية إلى إعادة إصدار تحذيرها من أن بيع الممتلكات لليهود يشكل «خيانة عظمى» يعاقب عليها بالإعدام. وذكّر الشيخ التميمي، قاضي القضاة في السلطة الفلسطينية، الفلسطينيين بفتوى سابقة ضد هذه الممارسة. وقال إن «مدينة القدس هي العاصمة الدينية والسياسية والروحية للفلسطينيين». «ليس لليهود أي حقوق في القدس. إنها مدينة محتلة كباقي الأراضي التي احتلت عام 1967» وأكد حاتم عبد القادر، عضو المجلس التشريعي عن حركة فتح ومستشار رئيس الوزراء الفلسطيني، أن حظر بيع العقارات لليهود لا يزال ضروريًا، إذ تشن الحكومة الإسرائيلية والمستوطنون «هجمة شرسة» على القطاع العربي في القدس الشرقية، في محاولة لتغيير التوازن الديموغرافي هناك بهدم منازل الفلسطينيين. وقد ضمت إسرائيل القدس الشرقية في أعقاب حرب عام 1967، ولكن المجتمع الدولي لم يعترف بهذا الضم.
وفي أواخر إبريل/نيسان 2009، حكمت محكمة عسكرية فلسطينية على رجل بالإعدام شنقاً بتهمة الخيانة بعد أن باع بعض الأراضي للإسرائيليين. ويتطلب حكم الإعدام موافقة رئيس السلطة الفلسطينية محمود عباس، الذي لا يُتوقع أن يوافق عليه.[بحاجة لتحديث]

## الأحداث في عام 2012
اعتقلت السلطة الفلسطينية أسامة حسين منصور، ضابط الأمن الفلسطيني المتقاعد، في يونيو/حزيران 2012 بتهمة التعاون مع إسرائيل والتورط في معاملات بيع أراضٍ مع إسرائيليين. توفي في يوليو/تموز الماضي بعد سقوطه من نافذة أثناء احتجازه لدى السلطات الفلسطينية، لكن لم يكن واضحا ما إذا كان قد سقط أم تعرض للدفع. ولا تعتقد زوجته أن ما حدث كان انتحارًا، بل إنه قُتل، وذكرت أنها زارته قبل أيام قليلة وكان في حالة معنوية جيدة وسعيدًا.

## الأحداث في عام 2014
أصدر رئيس السلطة الفلسطينية محمود عباس أمرًا تنفيذيًا بتعديل قانون العقوبات المتعلق بقانون الأراضي، وشدد العقوبات على بيع الأراضي «للدول المعادية ومواطنيها». وتشمل هذه العقوبات الأشغال الشاقة المؤبدة للفلسطينيين الذين يبيعون أو يؤجرون أو يتوسطون في معاملات عقارية.[بحاجة لتوضيح]

## وصلات خارجية
- الاستحواذ على الأراضي في فلسطين. لجنة ممارسة الشعب الفلسطيني لحقوقه غير القابلة للتصرف، يناير 1980